# سیمون گریگوریان
سیمون دراستاماتی گریگوریان (ارمنی: Սիմոն Դրաստամատի Գրիգորյան؛ زادهٔ ۹ ژانویهٔ ۱۹۵۳) یک سیاستمدار اهل ارمنستان است که از تاریخ ۱۹۹۵ تا تاریخ ۱۹۹۹ سمت نمایندگی دوره اول مجلس ملی جمهوری ارمنستان را برعهده داشت.

## زندگی‌نامه
در ۹ ژانویهٔ ۱۹۵۳ ‏در ایروان به دنیا آمد و از دانشگاه ملی پلی‌تکنیک ارمنستان فارغ‌التحصیل شد. 